# Avesnelles
Avesnelles ist eine französische Gemeinde mit 2.254 Einwohnern (Stand: 1. Januar 2022) im Département Nord in der Region Hauts-de-France. Sie gehört zum  Arrondissement Avesnes-sur-Helpe und zum Kanton Fourmies. Die Einwohner werden Avesnellois genannt.

## Geografie
Avesnelles ist eine banlieue südöstlich von Avesnes-sur-Helpe. Die Gemeinde liegt an der Helpe Majeure, 18 Kilometer südlich von Maubeuge und 20 Kilometer westlich der Grenze zu Belgien. Umgeben wird Avesnelles von den Nachbargemeinden Bas-Lieu im Norden, Flaumont-Waudrechies im Nordosten, Sémeries im Osten und Südosten, Étrœungt im Süden, Haut-Lieu im Südwesten und Westen sowie Avesnes-sur-Helpe im Westen und Nordwesten.
Durch die Gemeinde führt die Route nationale 2. 

## Bevölkerungsentwicklung
| Jahr      | 1962 | 1968 | 1975 | 1982 | 1990 | 1999 | 2006 | 2020 |
| Einwohner | 2564 | 2849 | 3112 | 3031 | 2639 | 2572 | 2555 | 2309 |

## Sehenswürdigkeiten

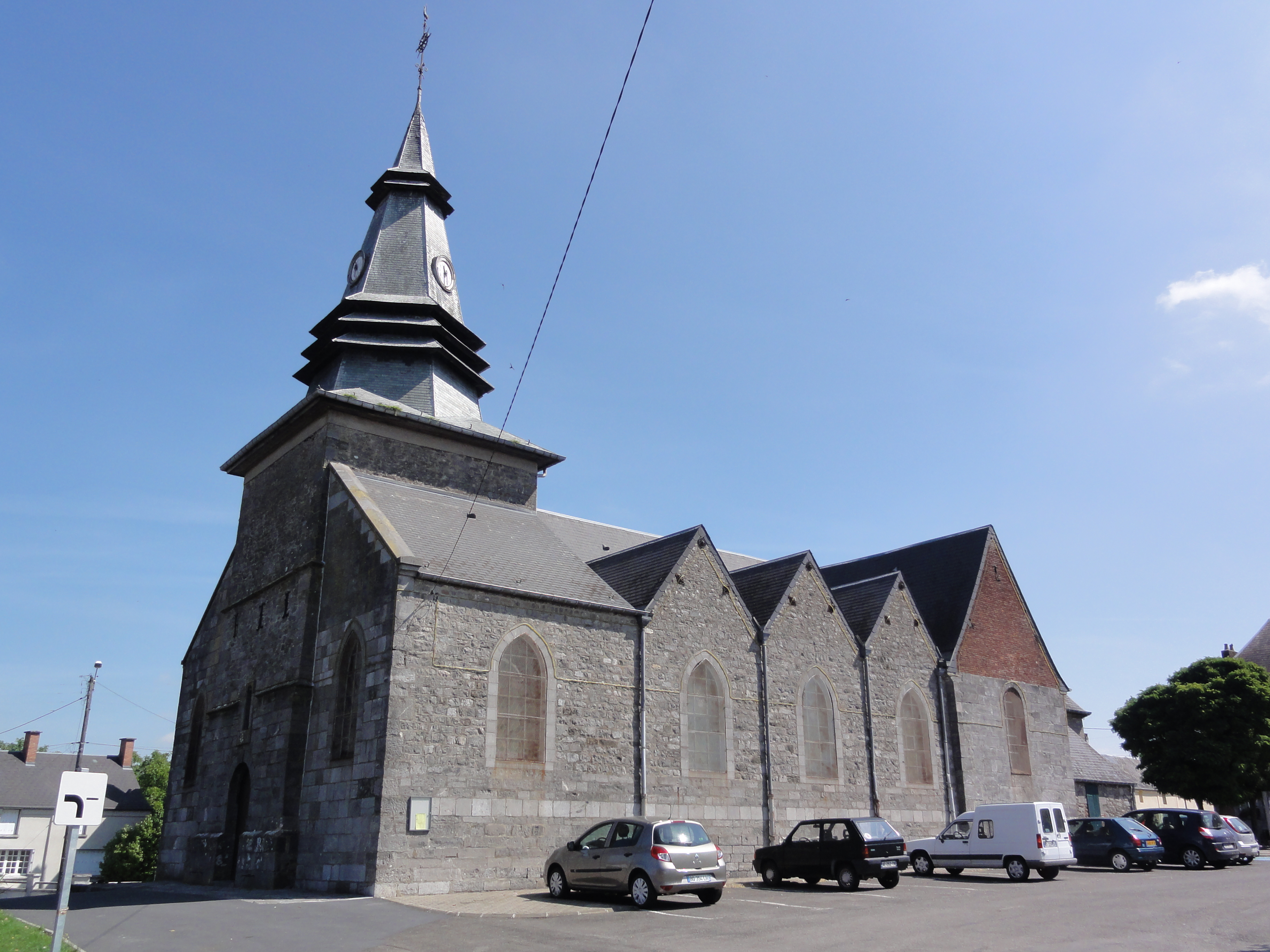
Kirche Saint-Denis

- Kirche Saint-Denis
- Kapelle Notre-Dame-de-Bon-Secours

## Persönlichkeiten
- Prosper Auguste Dusserre (1833–1897), römisch-katholischer Geistlicher, Erzbischof von Algier 1892–1897